# 古民家鑑定士
古民家鑑定士（こみんかかんていし）は、内閣府が認可した一般財団法人職業技能振興会が認定する資格である。
古民家鑑定士とはその名称を用いて、古い民家の保存・活用・再利用を目的に、建築的見地及び環境保全の見地に立ちつつ、専門的知識と技術の下でユーザーに適切な助言をする能力を有するものである。

## 概要
古民家鑑定士は、古民家を文化的観点から評価し、その価値を鑑定する。元来古民家は固定資産税の観点から評価され、その文化的な価値は評価されなかったため、文化的に価値のある古民家が取り壊され、焼却処分されることも多かった。その失われつつある古民家の建築技術を未来の子どもたちが住む循環型の家づくりを推進して継承させていこうというねらいがある。鑑定項目は約520項目で、その古民家に再び住むことや柱や梁などの古材を再利用することが可能かを鑑定し、文化的な価値が資産的にいくらになるのか、またカーボンフィグゼイションによる木材を焼却せずに再活用することによって、二酸化炭素の削減効果はどのくらいか等を具体的に評価することができる。

## 試験
全国で開催される「古民家鑑定士認定試験」に合格することで晴れて古民家鑑定士となる。
「古民家鑑定士認定講習」も開催されているが、講習を受講せずに独学で試験に臨むこともできる。

### 受験資格
20歳以上の者。性別・学歴等の制限は一切ない。

### 試験内容
- 出題項目
総論（建築基準法・環境問題・古民家の基礎知識）
在来工法
伝統構法
- 問題形式
全60問のマークシート方式による二者択一。試験時間は50分間。

### 合格基準
合格率に対応した得点が合格基準点に設定されていると推測される。
また科目ごとの足切り点が存在し、総論科目が不合格の場合は古民家鑑定士認定試験に不合格となる。
総論科目と在来構法科目に合格することで古民家鑑定士2級（在来）、
総論科目と伝統構法科目に合格することで古民家鑑定士2級（伝統）、
全ての科目に合格することで古民家鑑定士1級に認定される。

## 有効期限・更新講習
- 古民家鑑定士資格は合格後3年ごとに更新を行う必要がある。
合格年度の3年後となる年に郵送で届く「更新講習のご案内」に記載されている更新講習参加日程を確認の上、一般財団法人職業技能振興会へ更新講習参加を申し込み、更新講習の受講を行う。
- 更新講習は各都道府県単位で年2回、5月と11月に開催される。
更新講習のスケジュールは、会場によって異なるのでこちらに掲載されている。http://www.kominkapro.org/s_kousin.html

## その他
住まい教育推進協会（会長：川上幸生）が職業技能振興会から委託を受け運営している。